# Половцова, Елена Владимировна
Елена Владимировна Половцова (девичья фамилия Охотникова; 1888, Санкт-Петербург — 14 июля 1975, Монте-Карло, Монако) — русская художница (живописец, график и иконописец), общественная деятельница.
Родилась в семье промышленника и сенатора Владимира Николаевича Охотникова (1847—1917) и княжны Александры Николаевны Трубецкой (1872—1954).
Во время Первой мировой войны работала сестрой милосердия.
После революции эмигрировала во Францию, с 1922 года жила со вторым мужем П. А. Половцовым в Монте-Карло.
Известна как художник под именем Helene Polovtsoff. Писала портреты местных аристократов. Участник ряда коллективных выставок, в частности в Осеннем салоне (1927, 1958, 1959) и Салоне Независимых (1958, 1959), и персональных выставок в парижских галереях Hector Brame (1930) и Bénézit (1947).
Участвовала в общественной деятельности русской эмиграции, в частности была главным покровителем и почётным членом Союза русских военных инвалидов.

## Семья
Её первым супругом был военный деятель и дипломат Алексей Алексеевич Игнатьев (1877—1954), а вторым — военный и общественный деятель Пётр Александрович Половцов (1874—1964).